# Catedral de Santa Ana (El Salvador)
La Catedral de la Señora Santa Ana es la iglesia principal de la diócesis católica de Santa Ana, en la ciudad de Santa Ana, El Salvador. Este templo tiene la advocación de la Señora Santa Ana, la madre de la Bienaventurada Virgen María.

## Historia

### Iglesia parroquial antigua

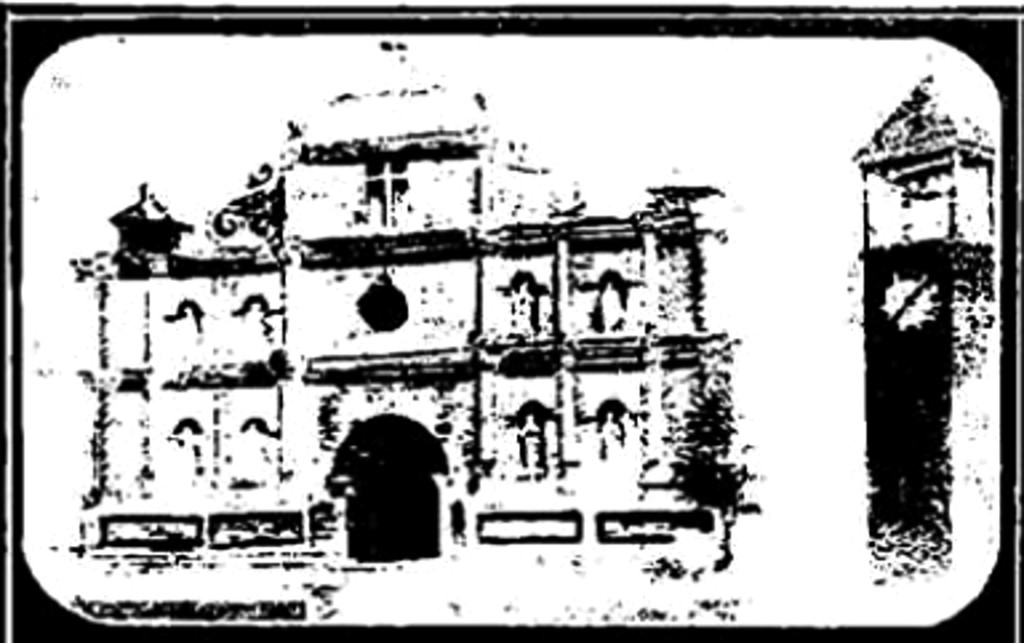
Parroquia central en la década de 1870s (con su aspecto colonial de antes de que en 1881 se reconstruyese su fachada), junto a una torrecilla de mampostería construida por la municipalidad para albergar el reloj mientras se construía el palacio municipal

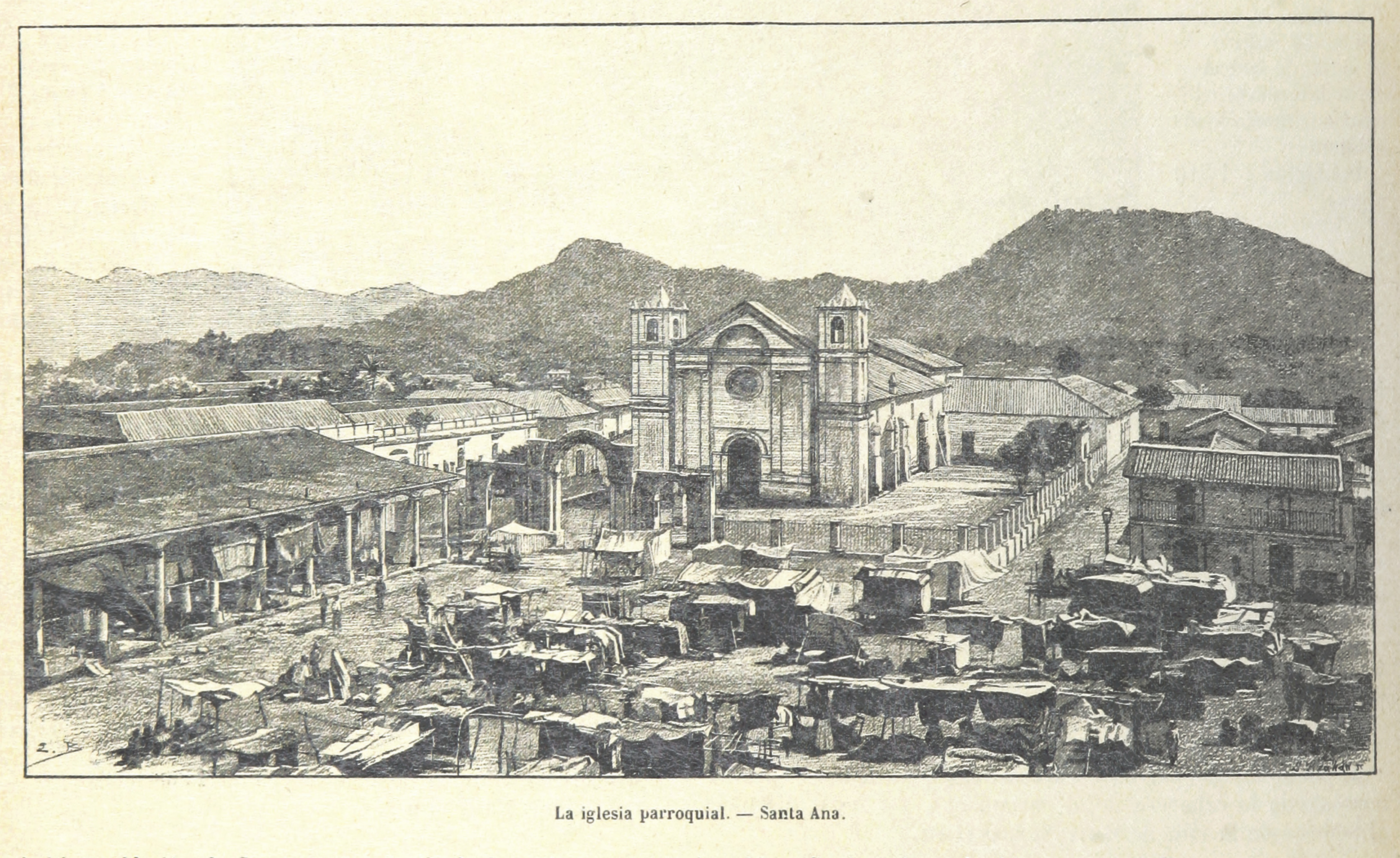
Parroquia central en 1890

Luego de la conquista española, la labor evangelizadora será impulsada principalmente por las órdenes monásticas, en especial los dominicos quienes fundarían un convento en San Salvador en 1551; dentro de las órdenes habría estudiosos de las culturas e idiomas indígenas, que con su conocimiento facilitarían la conversión de los naturales; de ese modo los misioneros buscarían reemplazar a la deidad patrona de cada pueblo con el santo más afín. Con ello, en el caso de Cihuatehuacán (el nombre original de Santa Ana), se adoptaría a Señora Santa Ana como patrona, empezando a aparecer en los documentos como Santa Ana Cihuatehuacán o Santa Ana Cihuateocán. Posteriormente, le correspondería al obispo Francisco Marroquin (primer obispo de Guatemala, y quien visitó la entonces provincia de San Salvador en varias ocasiones, incluyendo una en 1550 para ver la factibilidad de fundar un convento dominíco) nombrar al párroco para la población. Siendo el primero del que se tenga constancia Francisco de Peralta, quien era arcediano de la catedral guatemalteca, y que más adelante, en 1565, sería párroco de Nahulingo, y fallecería en 1568, dejando en su testamento la orden de pagar y cobrar los derechos de cacao, ciertos esclavos y ropa que vendía en esa población.
El primer templo parroquial de la localidad, que sería conocido como la parroquia central, se construyó en el lugar donde hoy está la catedral de Santa Ana. Su origen se remonta al 26 de julio de 1569 cuando el segundo obispo de Guatemala Bernardino Villalpando llega a la población de Ciguateguacan y se construye una ermita o parroquia provisional, para lo cuál los indígenas de la población cortaron horcones (vigas de madera verticales), que el obispo consagra a Señora Santa Ana. Bernardino Villalpando viviría en Santa Ana hasta su fallecimiento acontecido el 28 de diciembre de 1570, siendo enterrado en la ermita donde sus restos permanecerían hasta mayo de 1571 cuando fueron trasladados a la capilla de San Pedro en Santiago de Guatemala.
El primer párroco santaneco con la ermita ya construida, es el cura y vicario Martín de Montes de Oca, quién es mencionado en la relación del obispado de Guatemala de 1572. Entre 1575 y 1576 se reemplazó la ermita por una parroquia con material permanente.
La imagen de la patrona sería un obsequio enviado desde España por un hermano del obispo Villalpando. En la segunda mitad del siglo XVII retornaría a la población, luego de haber viajado a España, Hermenegildo Escalón que vendría acompañado de su esposa Isidora Méndez de Ávila (ambos antepasados del expresidente de El Salvador Pedro José Escalón), cuyo hermano Francisco Méndez de Ávila fue nombrado armadero mayor de Nuestra Señora de Santa Ana; desde entonces, las mujeres de la familia Escalón se encargarían del arreglo y tocado de la patrona.
Las campanas de la parroquia fueron consagradas el 21 de marzo de 1734 por el obispo guatemalteco Juan Gómez de Parada en la plaza pública de Santa Ana y en presencia de Diego Arias (cura de Caluco), José Guillén (cura de Mita), Juan de Cabrera (cura de Metapán), y Juan de Dios Cid (cura de Texistepeque); además fueron consagradas las campanas de las iglesias de Santa Lucía (actualmente barrio), Texistepeque, Metapan, Opico, Ahuachapán, y Chalchuapa. Dos fueron las campanas para la parroquia santaneca, una grande con un peso de 50 arrobas (lo que es igual a 1250 libras o 575.1 kg) dedicada a señora Santa Ana y una pequeña dedicada a la virgen del Rosario.
En 1770 pasa por la población el obispo guatemalteco Pedro Cortés y Larráz y menciona que para entonces la parroquia central era administrada por el párroco Juan Bautista Collados y el coadjutor presbítero Joaquín Joseph Castañeda, y se encontraba como vicario provincial Antonio Vega; la parroquia era cabecera del curato de Santa Ana y tenía como anejos a los pueblos de Santa Lucía Chacalcingo (actualmente barrio de Santa Lucía de Santa Ana) y San Pedro Coatepeque, además de varias haciendas, molinos y trapiches.
En el año de 1868 el párroco Félix Quintanilla construye el atrio de la parroquia central; en la esquina suroeste del atrio la municipalidad (con permiso del párroco Guadalupe Reinoso) colocaría en 1871 una torrecilla de mampostería para albergar el nuevo reloj para el palacio municipal (que estaba en construcción), desde 1874 el párroco Miguel Rosales pediría la demolición de esa torre, la cual estaría en pie hasta 1878 y a partir de entonces de concluirían las obras del atrio.
En 1858 la parroquia fue dañada por un rayo, según el informe del gobernador del departamento de Santa Ana Teodoro Moreno (hecho el 31 de diciembre de 1858) para finales de ese año se estaba acabando de reedificar. Sin embargo, en ese momento muy probablemente solamente se le hicieron arreglos estéticos, ya que posteriormente se le harían varias reparaciones hasta que 1881 el párroco [Miguel Rosales (El Salvador)|Miguel Rosales]] decide reconstruir por completo la fachada de la parroquia (haciendo que está pierda por completo su aspecto colonial).
| Curas de la iglesia parroquial de 1805 a 1914                                                                     | Curas de la iglesia parroquial de 1805 a 1914   |
| Nombre | Período                                         |
| --- | ----------------------------------------------- |
| Manuel Ignacio Carcamo                                                                                            | 1805-1817                                       |
| Manuel María Ceceña                                                                                               | 1817-1847                                       |
| José María y José B Navarro                                                                                       | 1847-1851                                       |
| Juan Francisco Cháves                                                                                             | 1858                                            |
| Ignacio Moreno | 1859                                            |
| Manuel Alcaine | 1860-1863                                       |
| Félix Quintanilla                                                                                                 | 1864-1868                                       |
| Guadalupe Reinoso                                                                                                 | 1869 - mayo de 1872                             |
| Miguel Rosales]]                                                                                                  | 1872 - 28 de noviembre de 1886                  |
| Juan de Dios Sandoval                                                                                             | 28 de noviembre de 1886 - 27 de febrero de 1887 |
| Yanuario Jirón | 2 de marzo - 21 de abril de 1887                |
| Norberto Marroquín                                                                                                | 24 de abril de 1887 - 30 de abril de 1888       |
| Fray Felipe de Jesús Moraga                                                                                       | 1 de mayo de 1888 - 14 de abril de 1894         |
| Manuel López Mejía                                                                                                | 15 de abril de 1894 - 18 de octubre de 1911     |
| Nota: Hubo algunos párrocos que estuvieron por pocos días, en carácter de interino, que no son nombrados. Fuente: |                                                 |

### Catedral moderna
El 25 de noviembre de 1904, debido al deterioro del templo, el obispo de El Salvador Adolfo Pérez y Aguilar autorizó la reconstrucción la parroquia; para ello se conformo una junta de reconstrucción de la parroquia bajo la presidencia del párroco santaneco Manuel López Mejía, la cual empezó a ejercer sus funciones desde diciembre de ese año, comenzando la reconstrucción con la colocación de la primera piedra el 21 de enero de 1905 en un acto solemne presidido por el obispo salvadoreño.
El 11 de febrero de 1913 el papa Pío X crea la diócesis de Santa Ana y nombra como primer obispo a Ricardo Vilanova y Meléndez (quien tomaría posesión de su cargo en 1915), posteriormente ese año se consagra la reconstrucción de la parroquia central como Catedral.
En 1922 el obispo Vilanova habilita la primera parte de la Catedral y en 1926 se realiza la inauguración; sin embargo, la construcción seguiría en las décadas que siguieron hasta el 24 de febrero de 1959, cuando siendo obispo Benjamín Barrera y Reyes (segundo obispo de Santa Ana), se termina y consagra el altar de mármol de la imagen de la Señora Santa Ana.
El 17 de enero de 1953, Monseñor Santiago Ricardo Vilanova y Meléndez fallece luego de ejercer el gobierno eclesiástico  por más de 36 años e impulsar los trabajos de construcción de la catedral. Por esto, el poder ejecutivo pidió a la Asamblea la autorización para sepultar su cuerpo en la catedral, y el 19 de enero de 1953 la Asamblea Legislativa autorizó que sus restos sean sepultados en la catedral.
En 1993 se inició la restauración de la catedral. A través del decreto legislativo N° 328, con fecha de publicación del 22 de abril de 1995, la Asamblea Legislativa de El Salvador le brindaría el título de Monumento Nacional a la catedral santaneca. 

## Diseño
La edificación fue diseñada como catedral neogótica, en contraste con el estilo colonial español de la mayor parte de las catedrales de El Salvador y el resto de América Latina. Está formada por tres naves, las cuales son de las medidas siguientes: la nave central con 22 metros de largo y 22 metros de ancho, las naves laterales miden 2 metros de largo y ocho metros de ancho; en conjunto las tres naves forman una cruz.
La torre norte ofrece tres campanas que se activan manualmente, mientras que la torre sur contiene tres campanas que fueron traídas de los Países Bajos en 1949 y se activan electrónicamente. Por otro lado, la catedral de Santa Ana tiene en total 28 imágenes o estatuas, 4 confesorios, 118 bancas y 51 lámparas.